# Clyde McPhatter
Clyde Lensley McPhatter (Durham, 15 novembre 1932 – Teaneck, 13 giugno 1972) è stato un cantante statunitense.

## Biografia
Nato nella Carolina del Nord, nei primi anni '50 si è fatto notare come tenore del quintetto Billy Ward & The Dominoes, che ha lasciato nel 1953 venendo sostituito da Jackie Wilson. Dopo aver cofondato i The Drifters, è stato costretto a una pausa forzata per il servizio militare.
Con i The Drifters ha registrato diversi classici come Money Honey (1953) e Such a Night (1954), prima di intraprendere la carriera solista.
Nel 1956 ha firmato un contratto con la Atlantic Records e negli anni seguenti ha pubblicato diversi singoli molto venduti tra cui Treasure of Love, Without Love e Come What May.
Nel 1959 è passato alla MGM e circa un anno dopo alla Mercury Records. A partire dal 1964 ha avuto una crisi personale ed è diventato un alcolista. Nel 1972, vittima di un attacco cardiaco, è morto a soli 39 anni.
Nel 1987 è stato inserito nella Rock and Roll Hall of Fame.

## Discografia parziale
Singoli
- Seven Days (1956)
- Treasure of Love (1956)
- Just to Hold My Hand (1957)
- A Lover's Question (1958)
- Since You've Been Gone (1959)
- Let's Try Again (1959)
- Ta Ta (Just Like a Baby) (1960)
- Lover Please (1962)